# Gli angeli di Borsellino
Pour plus de détails, voir Fiche technique et Distribution.
Gli angeli di Borsellino (titre français : Les Anges de Borsellino) est un film biographique dramatique italien réalisé par Rocco Cesareo (it) et sorti en 2003.

## Synopsis
Emanuela est une policière chargée de l'escorte et de la protection du juge Paolo Borsellino. Elle raconte son travail, sa peur, la tension professionnelle pendant les 57 jours (du 13 mai au 19 juillet 1992) qui séparent les deux attentats commis contre les juges siciliens Giovanni Falcone et Paolo Borsellino.

## Fiche technique
- Titre français : Les Anges de Borsellino
- Titre original : Gli angeli di Borsellino
- Réalisation : Rocco Cesareo
- Scénario : Ugo Barbàra (it), Paolo Zucca, Mirco Da Lio et Massimo Di Martino
- Photographie : Bruno Cascio
- Musique : Elvira Lo Cascio, Giovanni Lo Cascio
- Pays d'origine :  Italie
- Langue : italien
- Format : Couleur
- Genre : Film dramatique, Film biographique
- Durée : 85 minutes
- Date de sortie :
  -  Italie : 21 novembre 2003

## Distribution
- Brigitta Boccoli : Emanuela Loi
- Benedicta Boccoli : sœur d'Emanuela
- Toni Garrani (it) : Paolo Borsellino
- Pino Insegno : Agostino Catalano
- Alessandro Prete (it) : Eddie Cosina
- Vincenzo Ferrera : Vincenzo Li Muli
- Cristiano Morroni (it) : Claudio Traina
- Francesco Guzzo : Antonio Vullo
- Sebastiano Lo Monaco : inspecteur-chef
- Ernesto Mahieux : Vincenzi